# Sobareutis
Sobareutis é um gênero de mariposa pertencente à família Acrolepiidae.